# Vụ nổ súng vào trận bóng chày Nghị sĩ 2017
Vào ngày 14 tháng 6 năm 2017, tại Alexandria, Virginia, James Thomas Hodgkinson đã bắn súng vào một số thành viên đảng Cộng hòa Hoa Kỳ trong Quốc hội và các nhân viên của họ, những người đang luyện tập cho trận đấu Bóng chày Quốc hội vào ngày hôm sau. Một đợt đấu súng mười phút xảy ra giữa Hodgkinson và các nhân viên của Cảnh sát Capitol và Cảnh sát Alexandria. Năm người đã bị bắn, trong đó có Steve Scalise (R-LA) của Nhà Hạ và hai viên chức Cảnh sát Capitol được chỉ định để bảo vệ ông; Một trong những sĩ quan bắn chết Hodgkinson, người sau này chết vì vết thương của mình. Cảnh sát đã không bình luận về động cơ của kẻ xả súng.
Scalise là thành viên đầu tiên của Quốc hội đã bị từ vụ hạ nghị sĩ Arizona Gabrielle Giffords vào năm 2011 trong vụ xả súng Tucson.

## Bối cảnh
Vụ xả súng diễn ra tại Công viên Sân vận động Eugene Simpson ở Alexandria, Virginia, nơi mà 20-25 đảng viên đảng Cộng hòa tập trung để tập luyện cho trận đấu Bóng chày của Quốc hội vào ngày hôm sau, ngày 15 tháng 6. Trò chơi lưỡng đảng được tổ chức hàng năm, Nationals Park từ năm 2008, và là một sự kiện từ thiện. Nhà đảng Cộng hòa Chủ tịch Đảng Steve Scalise, Thượng nghị sĩ Rand Paul, và các đại diện Roger Williams, Chuck Fleischmann, Ron DeSantis, Trent Kelly, Mo Brooks, Brad Wenstrup, Rodney Davis và Jeff Duncan là những người đang đánh tập.
Các hạ nghị sĩ DeSantis và Duncan, sau khi rời chương trình trước khi quay phim, đã được một người đàn ông hỏi họ có phải là thành viên đảng Cộng hòa hay Dân chủ trên thực địa không. Duncan được báo cáo đã trả lời rằng đó là đội Cộng hòa. DeSantis sau đó nói với các phóng viên rằng cả ông và Duncan tin rằng cá nhân là "cùng một cảnh sát cá nhân đã xác định được [là kẻ tấn công]".
Cảnh sát Capitol đã có mặt tại buổi tập để bảo vệ Scalise. Vì vị trí lãnh đạo của mình, anh ta có một chi tiết an ninh được giao để bảo vệ anh ta. 